# Automolis schoutedeni
Automolis schoutedeni là một loài bướm đêm thuộc phân họ Arctiinae, họ Erebidae.